# Keraban der Starrkopf

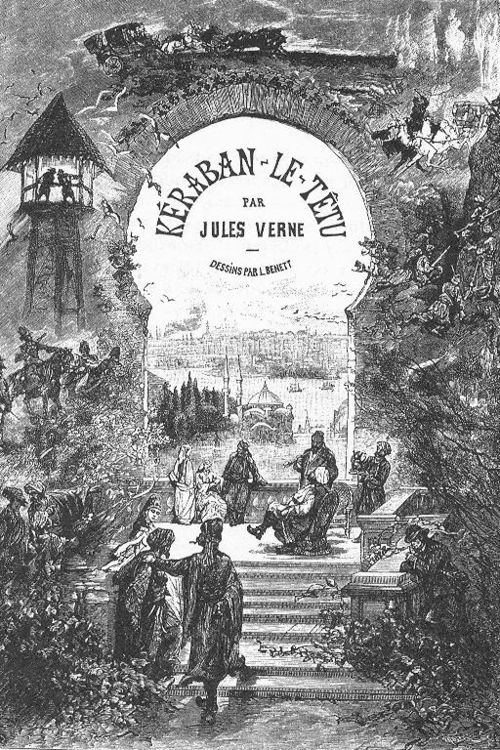
Titelseite der französischen Originalfassung, Zeichnung von Léon Benett

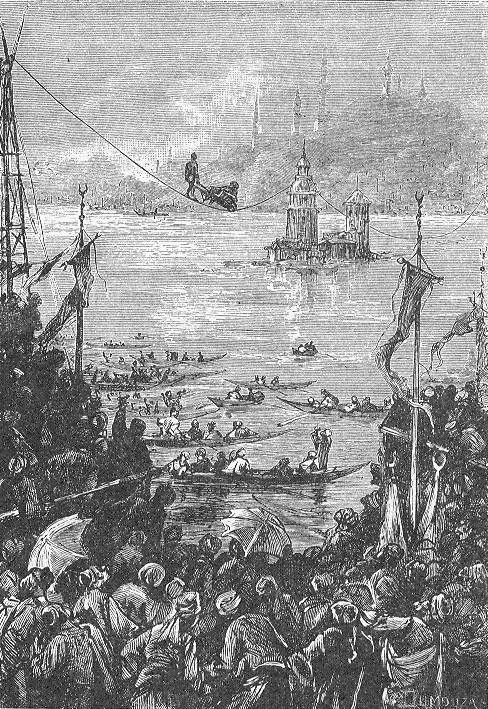
Kéraban überquert den Bosporus auf dem Hochseil, Zeichnung von Julese Férata

Keraban der Starrkopf ist ein Roman des französischen Autors Jules Verne. Die französische Originalausgabe erschien 1883 unter dem Titel Kéraban-le-têtu bei Pierre-Jules Hetzel in Paris. Die deutschsprachige Ausgabe erschien 1885 unter dem Titel Keraban der Starrkopf. Der englische Titel des Romans lautet Kéraban the Inflexible.

## Handlung
Nach einem Ehestreit flieht der niederländische Tabakhändler Mijnheer Jan Van Mitten mit seinem Diener Bruno von Rotterdam nach Istanbul, wo er seinen Freund und Geschäftspartner Keraban aufsucht. Kerabans Geschäftsräume liegen in dem in Europa gelegenen Teil Istanbuls. Dort treffen ihn Van Mitten und Bruno an.
Keraban lädt sie zum Abendessen in seine Villa ein, die im in Asien gelegenen Teil Istanbuls – Scutari (Üsküdar) – liegt. Der europäische und der asiatische Teil Istanbuls werden durch den Bosporus getrennt. Als sie zusammen mit Kerabans trägem Diener Nizib über den Bosporus setzen wollen, treffen sie auf einen Offizier der Polizei, der eine Bekanntmachung verkündet, nach der eine kleine Steuer pro Person für die Überquerung des Bosporus mit dem Boot erhoben wird. Keraban weigert sich aus Hass auf die Regierung, diese Steuer zu bezahlen. Aus Trotz beschließt er, in seiner Kutsche das Schwarze Meer zu umrunden, um in seiner Villa zu Abend zu essen. Da Van Mitten Kerabans Einladung zum Abendessen angenommen hat, und dieser ihm eine Ablehnung äußerst übel nehmen würde, fahren er und sein Diener notgedrungen mit.
Nachdem die Reisegesellschaft einen Angriff wilder Eber auf die Kutsche überstanden hat, gelangt sie nach Odessa. Dort besucht Keraban seinen Neffen Achmed, der kurz vor der Heirat mit Amasia, der Tochter des Bankiers Selim steht. Die Hochzeit soll in Kerabans Gegenwart stattfinden. Keraban fordert Achmed auf, ihn nach Scutari zu begleiten. Kurz nach Kerabans Abreise werden Amasia und ihre Dienerin Nedjeb von dem Piratenkapitän Yarhud entführt.
In Poti an der Grenze von Russland mit der Türkei treffen sie an einem Bahnübergang auf den vornehmen Saffar, der ihnen den Weg versperrt. Durch einen herannahenden Zug wird die Kutsche, die mitten auf den Gleisen steht, zerstört. Der wütende Keraban wird von zwei Kosaken verhaftet, in den wartenden Zug gesetzt und über die türkische Grenze gebracht. Achmed, Van Mitten, Bruno und Nizib überqueren die Grenze auf dem Pferd und lesen Keraban am Zollhaus wieder auf. Sie setzen die Reise in einem zweirädrigen Pferdekarren fort.
Als die Reisegesellschaft bei einem Leuchtturmwärter übernachtet, werden sie Zeuge, wie ein Schiff in einem Sturm untergeht. Achmed rettet zwei Frauen, die sich an Bord befunden haben, Amasia und Nedjeb. Kapitän Yarhud, der Amasia im Auftrag des reichen Saffar und seines Verwalters Scarpante entführte, hat das Unglück ebenfalls überlebt.
In der Karawanserei von Rissar lernen die Reisenden den Kurden Yanar und dessen Schwester Sarabul kennen. Durch ein Versehen dringen Keraban, Van Mitten und Achmed in Sarabuls Zimmer ein. In einer richterlichen Untersuchung werden die Schuldigen entlarvt. Um einer drohenden Gefängnisstrafe zu entgehen, überreden Keraban und Amasia Van Mitten, Sarabul einen Heiratsantrag zu machen. Im nahen Trapezunt verlobt sich Van Mitten eher widerwillig mit Sarabul.
Unwissentlich stellt Keraban den Schurken Scarpante als Führer ein. Um den Weg nach Scutari abzukürzen, verlassen die Reisenden auf Vorschlag Scarpantes die Küste und durchqueren die Bergwelt von Anatolien. Während eines Nachtlagers werden die Reisenden von Banditen angegriffen. Yarhud, Scarpante und Saffar werden von Keraban getötet, bevor sie Amasia entführen können. Am anderen Morgen stellt sich heraus, dass sich die Reisenden kurz vor Scutari befinden.
In Kerabans Villa gesteht Van Mitten Sarabul, dass er sie nicht heiraten kann, weil er bereits verheiratet ist. Unmittelbar nach dem Geständnis trifft ein Telegramm ein, wonach Van Mitten bereits seit fünf Wochen Witwer sei.
Es stellt sich heraus, dass die Trauung von Achmed und Amasia nicht in Scutari, sondern nur im europäischen Teil Istanbuls stattfinden kann. Die Hochzeit droht zu platzen, weil sich Keraban immer noch weigert, die Steuer für die Bootsfahrt über den Bosporus zu zahlen. Er löst das Problem, indem er den Bosporus in einem Schubkarren überquert, den ein Seiltänzer auf einem 1.300 Meter langen Hochseil über das Wasser schiebt.
Achmed und Amasia können nun heiraten. Lediglich Van Mitten ist unglücklich, weil er immer noch die ungeliebte Kurdin heiraten muss. Als er jedoch das Telegramm noch einmal liest, stellt sich heraus, dass es einen Lesefehler enthält. Frau Van Mitten ist nicht „...verschieden...“, sondern „... entschieden, ihren Gatten aufzusuchen“. Kurz darauf trifft Frau Van Mitten in Istanbul ein.

## Bewertung
Keraban der Starrkopf ist ein spannender, handlungsreicher Roman mit vielen überraschenden Wendungen. Der alles überragende Charakter ist der starrköpfige Keraban, der die „modernen“ Errungenschaften wie Eisenbahnen, Dampfschiffe und Telegrafie ablehnt und durch seinen Starrsinn die Handlung erst auslöst. Er kleidet sich bewusst altmodisch und ist gegen die von den fortschrittlichen Jungtürken beherrschte Regierung. Die Jungtürken tragen als Kopfbedeckung ein Fez, die Alttürken wie Keraban einen Turban.
Van Mitten ist ein sanftmütiger Holländer, kann jedoch auch ein Sturkopf wie Keraban sein, zum Beispiel im Streit mit seiner Frau, in dem es übrigens um etwas für Holland typisches – Tulpen – geht und der darin gipfelt, dass sich die Eheleute gegenseitig mit Tulpenzwiebeln bewerfen.
Bruno ist Van Mittens treuer Diener, der hauptsächlich um sein Gewicht besorgt ist. Bruno ist der Ansicht, dass in den Niederlanden das soziale Ansehen vom Körpergewicht abhängig sei. Als er wegen der Reisestrapazen immer mehr abnimmt, drängt er Van Mitten vergeblich, sich von Keraban zu trennen. Van Mitten ist jedoch viel zu sanftmütig, um sich Keraban gegenüber durchzusetzen.
Die Schurken Saffar, Yanar und Scarpante sind blasse Nebenfiguren. Der Roman endet, indem Keraban der Regierung die Steuer abkauft. Dadurch wird Keraban bei den Bürgern ungeheuer beliebt.

## Verfilmung
- 1973 realisierte der Regisseur Robert Dornhelm mit dem Drehbuchautor Claus Gatterer für den ORF den Dokumentarfilm Keraban der Starrkopf. Eine Reise nach Jules Verne durch rotes Biedermeier und dritte Welt. Das Filmteam um Dornhelm und Gatterer folgte der Reiseroute Kerabans ums Schwarze Meer rund 90 Jahre nach Veröffentlichung des Romans.
- 1996 wurde der Roman als Animationsfilm in Deutschland und China verfilmt. Manfred Durniok und Zu Hao Hong führten bei dem Puppentrickfilm Regie.

## Deutsche Übersetzungen
- Keraban, der Starrkopf. Julius Verne´s Schriften, Band 43 und 44. A. Hartleben´s Verlag, Wien, Pest und Leipzig 1885 – keine Angabe des Übersetzers (später weitere Auflagen)
- Keraban, der Starrkopf. Spannend erzählt, Band 74. Neues Leben, Berlin (DDR) 1967 – nach der Hartleben-Ausgabe bearbeitet und gekürzt (später weitere Auflagen, auch als Lizenzausgaben in Westdeutschland, Österreich und Schweiz)
- Keraban, der Starrkopf. Roman. Deutsch von Martin Doehlemann und Hans-Jürgen Wagener. Bärmeier und Nikel, Frankfurt am Main 1966–1968 – sehr freie und drastisch gekürzte Übersetzung mit einigen Illustrationen der französischen Erstausgabe (später in mehreren Auflagen beim Fischer-Verlag erschienen)
- Keraban, der Starrkopf. Deutsch von Gisela Geisler. Büchergilde Gutenberg, Zürich, Frankfurt am Main und Wien 1970, ISBN 3-7632-1423-2 – mit zahlreichen Illustrationen der französischen Erstausgabe
- Keraban der Starrkopf. Collection Jules Verne Band 44 und 45. Pawlak Taschenbuchverlag, Berlin und Herrsching 1984, ISBN 3-8224-1044-6 (Band 1) und ISBN 3-8224-1045-4 (Band 2) – bearbeiteter Nachdruck der Hartleben-Ausgabe ohne Abbildungen
- Keraban der Starrkopf. Deutsch von Gisela Geisler. Deutscher Bücherbund, Stuttgart und München 1987 – mit sämtlichen Illustrationen der französischen Erstausgabe (Buchclub-Lizenzausgabe der Ausgabe der Büchergilde Gutenberg); die vollständigste und originalgetreueste deutsche Ausgabe